# Ernst Oschmann
Ernst Oschmann (* 22. Februar 1907 in Berlin; † 16. Oktober 1979 in Ost-Berlin) war ein deutscher kommunistischer Widerstandskämpfer gegen den Nationalsozialismus, Mitglied im Strafbataillon 999, Kämpfer der albanischen Befreiungsarmee und Parteifunktionär (SED).

## Leben

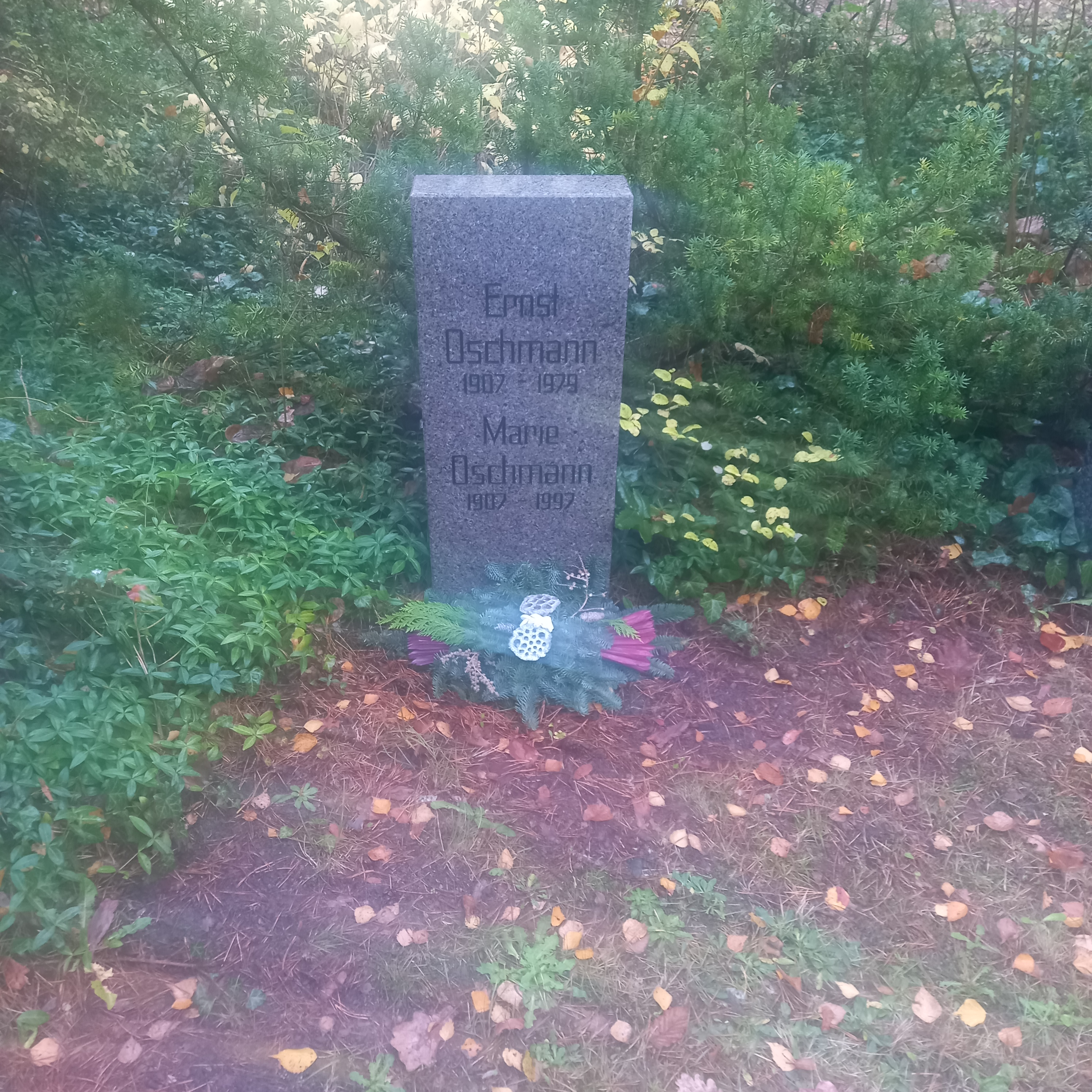
Das Grab von Ernst Oschmann und seiner Ehefrau Marie auf dem Friedhof Adlershof in Berlin

Oschmann erlernte nach dem Besuch der Volksschule den Beruf des Sattlers und Tapezierers. In der Zeit der Weimarer Republik trat er in die Kommunistische Partei Deutschlands (KPD) ein und engagierte sich gegen den aufkommenden Nationalsozialismus. 1933 und 1934 hatte er die Leitung des KPD-Unterbezirks Köpenick inne. Als 1933 die Hitler-Regierung gebildet wurde, organisierte und leitete er bereits am 30. Januar Proteste in der Bahnhofstraße von Köpenick. Weitere Protestaktionen im April und Mai 1933 folgten. Über die Verbrechen der SA gegen ihre Gegner in der Köpenicker Blutwoche gab er unter Tarnbezeichnungen („Luftschutz ist Selbstschutz“) Aufklärungsmaterial heraus. Ebenso arbeitete er an der Herstellung und Verteilung der KPD-Zeitung Die Rote Fahne mit.
Am 19. Dezember 1934 wurde er von der Gestapo festgenommen und im Zuchthaus Brandenburg inhaftiert. Am 4. Mai 1935 wurde er von einem Kammergericht wegen „Vorbereitung zum Hochverrat“ zu zwei Jahren Zuchthaus verurteilt, die er in Brandenburg-Görden absitzen musste. Zugleich mit seinem Prozess war ihm die „Wehrwürdigkeit“ aberkannt worden und er wurde deshalb nicht zur Wehrmacht eingezogen. 1944 wurde er jedoch in das Strafbataillon 999 gepresst und bei Kämpfen in Albanien eingesetzt. Die Gelegenheit nutzend, lief er zu den Partisanen über und kämpfte als Mitglied der Nationalen Befreiungsarmee Albaniens gegen die deutschen Eroberer. Bei einer Minenräumungsaktion wurde ihm eine Hand abgerissen.
Als die NS-Herrschaft beseitigt war, kehrte er 1945 nach Deutschland zurück. Später war er im Parteiapparat der Sozialistischen Einheitspartei Deutschlands (SED) tätig.
Nach seinem Tod soll er im VdN-Ehrenhain von Berlin-Adlershof beigesetzt worden sein.

## Ehrungen
- In Berlin-Köpenick erhielt ein Alters- und Pflegeheim seinen Namen.[2]

## Nachlass
In seinem Nachlass unter der Signatur SgY 30/1312 finden sich diese Schriften:
- Aus der politischen Arbeit der KPD in Berlin-Köpenick 1932–1933. Reichweite des politischen Einflusses. - Die Protestdemonstration am 31. Jan. 1933. - Übergang in die Illegalität 1933. - Die illegale Tagung der KPD-Bezirksleitung Berlin-Brandenburg mit den Leitern der Unterbezirke im Febr. 1933 in Berlin. - Zur Reichstagswahl am 5. März 1933 in Köpenick. - Illegale Konferenzen des Unterbezirks Köpenick.
- Die Anleitung des UB-Köpenick 1933 durch Walter Ulbricht.
- Biographische Notizen.